# 千原勝則
千原 勝則（ちはら かつのり）は、安土桃山時代の武将。宇喜多氏の家臣。

## 略歴
備中国西阿知の浪人、千原勝重の子として誕生する。土木技術に長け、天正10年（1582年）の備中高松城の戦いでは足守川の堰き止め工事を行った他、岡山城の改築普請では縄張りを行ったという。
また、天正13年（1585年）には岡家利のもとで奉行を務めて備中国窪屋郡・都宇郡の干拓を行い、八ヶ郷用水を整備した。
その後、中村次郎兵衛の讒言によって主家を退去するが、のちに帰参して慶長5年（1600年）の関ヶ原の戦いで戦死した。